# Tề phi
Tề phi Lý thị (chữ Hán: 齊妃李氏; 1676 - 24 tháng 4, năm 1737), là một phi tần của Thanh Thế Tông Ung Chính Hoàng đế.

## Tiểu sử

### Ung vương Trắc phi
Tề phi Lý thị xuất thân là Bao y, thuộc Chính Hoàng kỳ Bao y Tá lĩnh, là con gái của Tri phủ Lý Văn Huy (李文辉). Không rõ thời gian Lý thị trở thành Cách cách của Ung Chính Đế, ước chừng khoảng năm 1691 hoặc 1694 trước thời điểm bà lần đầu sinh nở. Như vậy, bà trở thành Cách cách khi Ung Chính Đế còn là [Hoàng tử Dận Chân]. Xuất thân từ Thượng tam kỳ Nội vụ phủ, Lý thị hẳn là cung nữ hầu hạ Dận Chân trong cung từ lâu, sau đó cùng Dận Chân đi phong phủ (do hầu hạ thời điểm phong phủ, thì Bao y phải thuộc Hạ ngũ kỳ, hơn nữa việc nâng kỳ từ Hạ lên Thượng hầu như không có).
Năm Khang Hi thứ 34 (1695), ngày 6 tháng 7, giờ Mùi, Cách cách Lý thị hạ sinh Hoà Thạc Hoài Khác công chúa, người con gái duy nhất sống tới khi trưởng thành của Ung Chính Đế. Năm thứ 36 (1697), ngày 2 tháng 6, buổi trưa, Lý thị sinh con trai thứ hai cho Dận Chân, tức Hoằng Phân (弘昐). Năm thứ 39 (1700), ngày 7 tháng 8, giờ Dậu, Lý thị sinh thêm Hoằng Quân (弘昀).
Năm Khang Hi thứ 43 (1704), ngày 13 tháng 2, hạ sinh Hoằng Thời. Cũng vì sinh được Hoằng Thời mà Lý thị từ Cách cách lên làm Trắc Phúc tấn.
Trong 4 người con của bà, thì chỉ có Hoằng Thời được nhìn thấy cha mình Dận Chân lên ngôi Hoàng đế, tức [Ung Chính Đế]. Do Hoằng Phân mất khi chỉ được 3 tuổi, nên khi liệt kê số Hoàng tử theo thứ tự hoàng gia, Hoằng Phân thường bị bỏ qua, mà thay vào người em Hoằng Quân (mất năm 11 tuổi). Do đó, Hoằng Thời tuy là con trai thứ tư của Hoàng tử Dận Chân, nhưng đến khi Dận Chân lên ngôi Hoàng đế, Hoằng Thời lại được xem là [Hoàng tam tử], trở thành vị Hoàng tử thành niên lớn nhất trong số các con của Ung Chính Đế sau khi đăng cơ.

### Đại Thanh Hoàng phi
Năm Ung Chính nguyên niên (1723), 14 tháng 2 (âm lịch), Lý thị được sắc phong là [Tề phi], đứng ở vị trí thứ 3 hậu cung, sau Hoàng hậu Ô Lạp Na Lạp thị và Quý phi Niên thị, ngang hàng với Hi phi Nữu Hỗ Lộc thị - sinh mẫu của Hoàng tứ tử Hoằng Lịch. Theo Hồng xưng thông dụng (鴻稱通用) của Nội vụ phủ soạn thảo, phong hiệu “Tề” theo Mãn văn là 「Yangsangga」, ý là “Tiếu lệ”, “Diễm lệ”.
Ngày 21 tháng 12 (âm lịch) cùng năm, mệnh Bảo Hòa điện Đại học sĩ Mã Tề (马齐) làm Chính sứ, Đô Sát viện Tả Đô ngự sử Doãn Thái (尹泰) làm Phó sứ, tiến hành sắc phong lễ cho Tề phi.
Sách văn rằng:
| “                        | 朕惟教始宫闱。端重肃雝之范。礼崇位号。实资翊赞之功。锡以纶言。光兹懿典。咨尔妃李氏、持躬淑慎。秉性安和。纳顺罔愆。合珩璜之矩度。服勤有素。膺褕翟之光荣。曾仰承皇太后慈谕、以册印封尔为齐妃。尔其益懋温恭。尚祗承夫嘉命。弥怀谦抑。庶永集夫繁禧。钦哉。 ... Trẫm duy giáo thủy cung vi. Đoan trọng túc ung chi phạm. Lễ sùng vị hào. Thật tư dực tán chi công. Tích dĩ luân ngôn. Quang tư ý điển. Tư nhĩ Phi Lý thị, trì cung thục thận. Bỉnh tính an hòa. Nạp thuận võng khiên. Hợp hành hoàng chi củ độ. Phục cần hữu tố. Ưng du địch chi quang vinh. Tằng ngưỡng thừa Hoàng thái hậu từ dụ, dĩ sách ấn phong nhĩ vi Tề phi. Nhĩ kỳ ích mậu ôn cung. Thượng chi thừa phu gia mệnh. Di hoài khiêm ức. Thứ vĩnh tập phu phồn hi. Khâm tai. | ” |
| — Sách văn Tề phi Lý thị | |   |

Sau này, Hoàng tử Hoằng Thời có nhiều hành vi phóng túng khiến Ung Chính Đế ghét bỏ. Năm Ung Chính thứ 5 (1727), Hoằng Thời bị phế tông tịch, Tề phi Lý thị là mẹ đẻ cũng không tránh khỏi liên lụy, không còn ghi chép nào cụ thể nữa. Sau này khi Càn Long Đế đăng cơ, ông khôi phục thân phận cho Hoằng Thời.
Năm Càn Long thứ 4 (1738), ngày 1 tháng 4 (âm lịch), Tề phi Lý thị bệnh nặng, di cư sang Ngũ Long đình (五龍亭; thuộc khu vực Tây Thành, Bắc Kinh hiện nay). Càn Long Đế từng phụng Sùng Khánh Hoàng thái hậu đến Ngũ Long đình thăm Tề phi. Sang đến ngày 24 tháng 4, Tề phi Lý thị qua đời, thọ 63 tuổi. Ngày 28 tháng 4, kim quan của Tề phi di chuyển đến Điền thôn Tấn cung để tạm an. Sang ngày 24 tháng 12, kim quan của bà bắt đầu được di chuyển.
Sang năm sau (1739), tháng 2, kim quan của Tề phi chính thức được nhập vào Phi viên tẩm trong Thái lăng (泰陵), đích thân Càn Long Hoàng đế đến tế rượu hành lễ.

## Hậu duệ
1. Hoà Thạc Hoài Khác Công chúa [和硕怀恪公主; 1695 - 1717], con gái thứ hai của Ung Chính Đế. Năm Khang Hi thứ 51 (1712), trở thành Quận quân, rồi tháng 7 lại thăng làm Quận chúa. Cùng năm, tháng 9, hạ giá kết hôn với Nạt Lạp Tinh Đức (纳喇星德). Qua đời tháng 3 năm Khang Hi thứ 56 thọ 23 tuổi.Ung Chính nguyên niên truy phong Hòa Thạc Công chúa.
2. Hoằng Phân [弘昐; 19 tháng 7 năm 1697 - 30 tháng 3 năm 1699], con trai thứ hai của Ung Chính Đế. Sinh ngày 2 tháng 6 (âm lịch) năm Khang Hi thứ 36, mất ngày 29 tháng 2 (âm lịch) năm Khang Hi thứ 38. Được 3 tuổi. Do chết sớm mà thường không được liệt vào hàng đếm số trong các người con của Ung Chính Đế.
3. Hoằng Quân [弘昀; 19 tháng 9 năm 1700 – 10 tháng 12 năm 1710], con trai thứ ba của Ung Chính Đế. Sinh ngày 7 tháng 8 (âm lịch) năm Khang Hi thứ 39, mất ngày 25 tháng 10 (âm lịch) năm Khang Hi thứ 49. Được 11 tuổi. Bị xếp thành con thứ 2 trong hàng đếm số của Ung Chính Đế.
4. Hoằng Thời [弘時; 18 tháng 3 năm 1704 – 20 tháng 9 năm 1726], con trai thứ 4, nhưng lại thành [Hoàng tam tử] của Ung Chính Đế. Bị xóa tên khỏi tông phổ.

## Trong văn hóa đại chúng
| Năm  | Phim                          | Diễn viên              | Nhân vật     |
| 2012 | 《Hậu cung Chân Hoàn Truyện》 | Trương Nhã Manh 张雅萌 | Lý Tĩnh Ngôn |